# (48809) 1997 VX4
1997 في أكس 4 (ويعرف أيضًا باسم (48809) 1997 في أكس 4 وفق تسمية الكوكب الصغير) (بالإنجليزية: 1997 VX4)‏ هو كويكب ضمن حزام الكويكبات؛ وترتيبه 48809 من حيث الاكتشاف.
اكتُشف هذا الجُرم الفلكي بواسطة تاكيشي أوراتا ‏ في 4 نوفمبر 1997.

## وصلات خارجية
- (48809) 1997 VX4 في قاعدة بيانات مختبر الدفع النفاث لأجرام النظام الشمسي الصغيرة

- الاكتشاف · مخطط المدار ·  العناصر المدارية · المعلمات المادية

- (48809) 1997 VX4 على موقع ويكي سكاي: DSS2, SDSS, GALEX, IRAS, Hydrogen α, X-Ray, Astrophoto, Sky Map, Articles and images